# François de Rugy
François De Rugy (Nantes, 6 dicembre 1973) è un politico francese.

## Carriera politica

### Deputato all'Assemblea nazionale
Eletto per la prima volta all'Assemblea nazionale alle elezioni legislative del 2007, è stato rieletto nel 2012. Nel 2012 è stato eletto co-presidente del neonato gruppo Ecologista, insieme a Barbara Pompili. Nel 2015 ha rotto i rapporti con Europa Ecologia I Verdi per fondare un nuovo partito con Jean-Vincent Placé , il Partito Ecologista, che ha sostenuto l'amministrazione del presidente François Hollande. Gli è succeduta come co-presidente del gruppo Cécile Duflot, prima di riprendere la carica in seguito alla nomina di Pompili a segretario di Stato per la biodiversità.
In qualità di membro dell'Assemblea nazionale, ha sostenuto le legge sull'intelligence del 2015 e la legge sul lavoro del 2016.
Nel 2016, De Rugy annunciò la campagna per le primarie presidenziali del Partito Socialista del 2017 in cui ottenne il 3,8% dei voti al primo turno, superando i sondaggi. Sebbene avesse promesso di sostenere il vincitore delle primarie, rinunciò a quell'impegno a fine febbraio, appoggiando invece Emmanuel Macron rispetto a Benoît Hamon. De Rugy fu successivamente investito da En Marche! nelle successive elezioni legislative.

### Presidente dell'Assemblea nazionale
Il 18 maggio 2016, François de Rugy è succeduto a Denis Baupin come vicepresidente dell'Assemblea nazionale. Il giorno precedente si era dimesso dalla carica di copresidente del gruppo. Il 27 giugno 2017, De Rugy è stato eletto presidente dell'Assemblea nazionale dopo essere stato scelto come candidato dal gruppo La République En Marche con 353 voti (su 577 membri).

### Ministro della transizione ecologica e solidale
Il 4 settembre 2018, De Rugy è stato nominato ministro della transizione ecologica e solidale nel governo del primo ministro Édouard Philippe. Ha sostituito Nicolas Hulot, che aveva annunciato le sue dimissioni il 28 agosto 2018 su France Inter. Il 10 luglio 2019, la rivista online Mediapart ha rivelato che 63.000 euro di denaro pubblico erano stati spesi per la ristrutturazione dell'appartamento ufficiale di De Rugy a Parigi (di cui 19.000 euro per uno spogliatoio). La rivista ha anche pubblicato fotografie di cene a base di aragosta e champagne. Il 16 luglio 2019, De Rugy si è dimesso da ministro dell'Ecologia.

## Carriera dopo la politica
Nel 2022, De Rugy ha fondato NaoKern Conseil, una società di consulenza. Nel 2023, è stato nominato dalla banca d'investimento spagnola Alantra come co-presidente del gruppo di transizione energetica di recente costituzione della società, insieme a Nemesio Fernández-Cuesta.